# Dimidiochromis compressiceps
Dimidiochromis compressiceps és una espècie de peix de la família dels cíclids i de l'ordre dels perciformes.

## Morfologia
- Els mascles poden assolir 23 cm de longitud total.[1][2]

## Alimentació
Menja peixos.

## Hàbitat
És una espècie de clima tropical entre 22 °C-28 °C de temperatura.

## Distribució geogràfica
Es troba a Àfrica: llacs Malawi i Malombe, i riu Shire.